# Italjanets
Italjanets (russisk: Итальянец) er en russisk spillefilm fra 2005 af Andrej Kravtjuk.

## Medvirkende
- Kolja Spiridonov som Vanja Solntsev
- Marija Kuznetsova som Madam
- Nikolaj Reutov som Grisja
- Jurij Itskov
- Dima Zemljanko som Anton